# Никольский храм (Рогачёво)
Церковь Николая Чудотворца (Нико́льский храм) — православный храм в селе Рогачёво Дмитровского района Московской области, главный храм Рогачёвского благочиния Сергиево-Посадской епархии Русской православной церкви.
Ранее на этом месте располагалась старая каменная Никольская церковь рубежа XVII—XVIII веков. Храм был построен во время расцвета села и экономической мощи рогачёвского купечества. С прекращением торгового пути по Яхроме в XVIII—XIX веках и потери статуса районного центра в 1957 году, село утрачивает былое значение.

## История

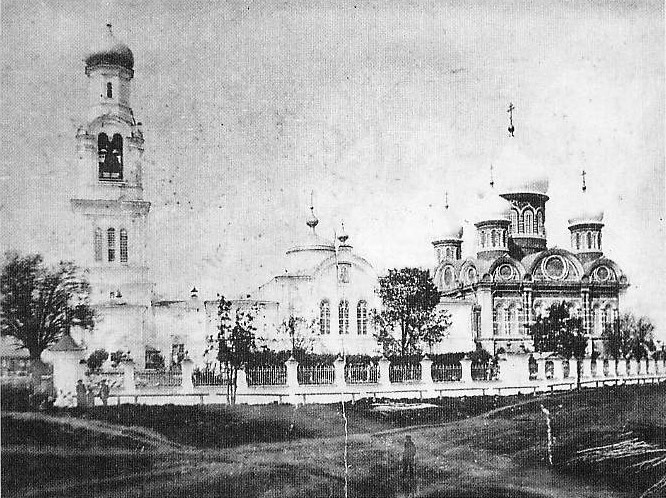
Колокольня, трапезная церковь, Никольский храм (слева направо) в Рогачёво. Вид с южной стороны. Фото конца XIX века

До XVII века в Рогачёве существовала деревянная церковь во имя святого Иоанна Предтечи. В конце XVII века на старом церковном месте выстроили пятиглавую холодную церковь во имя святителя Николая с трапезной и Иоаннопредтеченским приделом. В 1862 году её разобрали.
В 1849 году трапезная была разобрана, и вместо неё в 1853 году выстроена новая каменная четырёхстолпная с двумя приделами: во имя святого Иоанна Предтечи и в честь Смоленской иконы Божией Матери.
Главный четырёхстолпный пятикупольный Никольский храм, сложенный из кирпича с включением белого камня, сооружён в 1862—1886 годах. Храм построен в русско-византийском стиле на средства купцов И. М. и К. Г. Мошкиных  по проекту Дмитриева. Храм был пристроен к трапезной церкви. В 1877 году возведена колокольня в четыре яруса на средства братьев Гордеевых.
В 1885 году построена часовня Александра Невского.
В церкви было медное паникадило на 48 свечей весом в 60 пудов, резной иконостас работы М. А. Рагожина.
Габариты огромного храма подчёркивают богатство и возможности рогачёвских купцов, которые решили таким образом оставить о себе память.
По периметру Никольской церкви сохранилась массовая жилая двухэтажная застройка конца XIX — начала XX века, сменившая торговые лавки и гостиный двор, составлявшие ранее с храмом целый квартал.
Храм был закрыт в 1936 году и использовался под зернохранилище.

### Новейшая история
Возвращен верующим в 1991 году. Начаты ремонтно-восстановительные работы.
В 2010-х годах трапезная церковь была восстановлена, ведутся службы.
С 26 июля 2011 года Никольский храм стал главным храмом Рогачёвского благочиния.

## Архитектура
Ансамбль Никольского храма включает колокольню, соединённую переходом с трапезной церковью (трапезной), холодную Никольскую церковь с двумя приделами (примыкающую к трапезной) и крыльцами, часовню во имя Александра Невского и ограду с воротами.
Церковь Николая Чудотворца представляет собой здание крестово-купольного типа, выполненное в эклектике с чертами русско-византийского стиля в традициях «тоновской» архитектуры. Верхняя часть здания, включающая окна с аркатурой, завершена поверх карниза ярусом ложных закомар. Стиль аркатуры повторен на пяти барабанах, увенчанных луковичными главами. Архитектор Никольской церкви, выполнивший основной объём работ, — Семён Дмитриев (руководивший отделкой храма Христа Спасителя в Москве). Крыльца, пристроенные в 1880-х годах, отличаются от основного стиля церкви.
Трапезная (тёплая) церковь, выполненная в классическом стиле, представляет собой четырёхстолпное здание. Сверху здания находится барабан без окон с главкой и крестом. На южном и северном фасадах с окнами также находятся небольшие главки с крестом. Трапезная ниже основного храма, но по площади больше Никольской церкви, в северной части существенно выступает. Трапезная реконструировалась в конце XIX века по проекту Сергея Родионова. Настенная живопись исполнена П. Н. Щепетовым в 1880-х годах, иконостасы работы Г. А. Лебедева, убранство трапезной утрачены.
Каменная шатровая часовня во имя святого благоверного князя Александра Невского, выполненная в русском стиле в память события 1881 года, примыкает к восточной стене Никольского храма. Построена в 1885 году.
Проекты колокольни (1877) и часовни Александра Невского (1885) выполнил архитектор Владислав Грудзин.